# جورج ستافورد
جورج ستافورد (بالإنجليزية: George Stafford)‏ هو عازف جاز أمريكي، ولد في 1898، وتوفي في 1936.

## وصلات خارجية
- جورج ستافورد على موقع ميوزك برينز (الإنجليزية)
- جورج ستافورد على موقع أول ميوزيك (الإنجليزية)
- جورج ستافورد على موقع ديسكوغز (الإنجليزية)